# 'Round About Midnight
| 전문가 평가                     | 전문가 평가 |
| 평가 점수                       | 평가 점수   |
| 출처                            | 점수        |
| ------------------------------- | ----------- |
| Down Beat (Original LP release) | [ 3 ]       |
| All About Jazz                  | (favorable) |
| Allmusic                        | [ 5 ]       |
| The Guardian                    | [ 6 ]       |
| MusicHound                      | 5/별        |
| Penguin Guide to Jazz           | 3/별        |
| PopMatters                      | (favorable) |
| Rolling Stone                   | [ 7 ]       |
| Tom Hull – on the Web           | A+          |

《'Round About Midnight》는 미국의 재즈 트럼펫 연주자이자 작곡가인 마일스 데이비스가 퀸텟으로 참여한 스튜디오 음반이다. 1957년 3월 4일, 컬럼비아 레코드를 통해 발매되었으며, 데이비스의 첫 번째 음반이다. 이 음반은 1955년 10월부터 1956년 9월까지 컬럼비아의 뉴욕 스튜디오에서 세 차례에 걸쳐 녹음되었다.

## 배경
1955년 뉴포트 재즈 페스티벌에서 데이비스는 이 곡의 작곡가 셀로니어스 몽크, 모던 재즈 콰르텟의 코니 케이, 퍼시 히스, 주트 심스, 게리 멀리건과 함께 〈'Round Midnight〉을 올스타 잼 세션의 일부로 연주했다. 데이비스의 솔로는 많은 재즈 팬들과 비평가들로부터 긍정적인 반응을 얻었다. 이 공연에 대한 그의 반응은 보통 경솔했다. "그들이 무슨 말을 하는 걸까요? 늘 하던 대로 연주했어요." 컬럼비아 레코드의 조지 아바키안이 관중석에 있었고, 그의 동생 아람은 데이비스와 계약을 맺어야 한다고 그를 설득했다.
데이비스는 컬럼비아와 계약을 맺고 존 콜트레인과 색소폰으로 "최초의 위대한 퀸텟"을 결성했다. 《'Round About Midnight》는 그의 첫 음반이다. 그는 여전히 프레스티지와 계약 중이었지만, 프레스티지 계약 만료 후 컬럼비아가 발매할 자료를 녹음할 수 있다는 계약을 맺었다. 녹음은 컬럼비아 스튜디오에서 이루어졌으며, 첫 세션은 1955년 10월 26일 스튜디오 D에서 열렸으며, 이 기간 동안 음반에 수록되지 않은 3개의 숫자로 〈Ah-Leu-Cha〉가 녹음되었다. 이것은 퀸텟의 첫 스튜디오 녹음이다. 1956년 6월 5일과 1956년 9월 10일 컬럼비아 30번가 스튜디오에서 녹음된 (〈Dear Old Stockholm〉, 〈Bye Bye Blackbird〉, 〈Tadd's Delight〉) 세션에서 녹음되었다. 같은 기간 동안 마일스 데이비스 퀸텟도 프레스티지와의 계약을 이행하기 위해 세션을 녹음하고 있었다.

## 재발행
2001년 4월 17일, 소니는 컬럼비아/레거시 레이블의 콤팩트 디스크 음반에 24비트 오디오 리마스터링과 이전에 발매되었던 4개의 보너스 트랙을 재발매하였다. 〈Budo〉는 1957년 컬럼비아, 《Jazz Omnibus》, 〈Sweet Sue, Just You〉의 수록곡으로 발매되었고, 레너드 번스타인이 1956년 음반 《What Is Jazz》에 등장하여 클래식 관객들에게 재즈를 설명했다. 2005년 6월 14일 두 장의 디스크 재발행으로, 데이비스의 1955년 뉴포트 재즈 페스티벌 공연 〈'Round Midnight〉과 1956년 퍼시픽 재즈 페스티벌의 5중주 녹음 파일이 수록된 두 번째 디스크 재발행이 포함되었다. 뉴포트 트랙은 작년에 레거시 컴필레이션 《Happy Birthday Newport: 50 Swinging Years!》에서 처음으로 공개되었다.

## 곡 목록
| #  | 제목                | 작곡                                        | 재생 시간 |
| -- | ------------------- | ------------------------------------------- | --------- |
| 1. | 〈'Round Midnight〉 | 셀로니어스 몽크, 버니 하니겐, 쿠티 윌리엄스 | 5:58      |
| 2. | 〈Ah-Leu-Cha〉      | 찰리 파커                                   | 5:53      |
| 3. | 〈All of You〉      | 콜 포터                                     | 7:03      |

| #  | 제목                   | 작곡                   | 재생 시간 |
| -- | ---------------------- | ---------------------- | --------- |
| 1. | 〈Bye Bye Blackbird〉  | 모트 딕슨, 레이 헨더슨 | 7:57      |
| 2. | 〈Tadd's Delight〉     | 태드 다메론            | 4:29      |
| 3. | 〈Dear Old Stockholm〉 | 민요, 스탠 게츠 (편곡) | 7:52      |